# OVA
OVA (яп. オーブイエー о:буйэ:) или OAV (иногда О́ВА) — сокращение термина Original Video Animation (яп. オリジナル・ビデオ・アニメーション оридзинару бидэо анимэ:сён), в Японии так обозначается особый формат аниме-сериала. В отличие от аниме, предназначенного для трансляции по телевидению, и полнометражных аниме-фильмов, демонстрируемых в кинотеатрах, OVA по длительности и количеству серий рассчитаны на формат видеоносителей — сначала видеокассет VHS, а затем LaserDisc и DVD. В 2009 году появился термин OAD (Original Animation DVD), означающий выпуск аниме на DVD в комплекте с исходной мангой.
Продолжительность отдельной серии OVA может сильно варьироваться: к примеру, продолжительность первых семи эпизодов The King of Braves GaoGaiGar FINAL составляет 30 минут, а последнего — 50 минут; продолжительность 15 эпизодов OVA Key the Metal Idol меняется от 20 минут до практически 2 часов. Обычно OVA включает в себя от одной до шести, редко большее количество серий, с достаточно высоким качеством прорисовки и анимации, которое приближается к качеству полнометражных аниме.

## История
Первым аниме в формате OVA считается научно-фантастическая драма Dallos, выпущенная в декабре 1983 года. На этот рынок переключились создатели аниме-порнографии, запрещённой для показа в кинотеатрах: из семнадцати OVA, выпущенных в течение 1984 года, одиннадцать были порнографическими.